# Lycorina albomarginata
Lycorina albomarginata är en stekelart som först beskrevs av Cresson 1870.  Lycorina albomarginata ingår i släktet Lycorina och familjen brokparasitsteklar. Utöver nominatformen finns också underarten L. a. soror.